# طائرة دورية

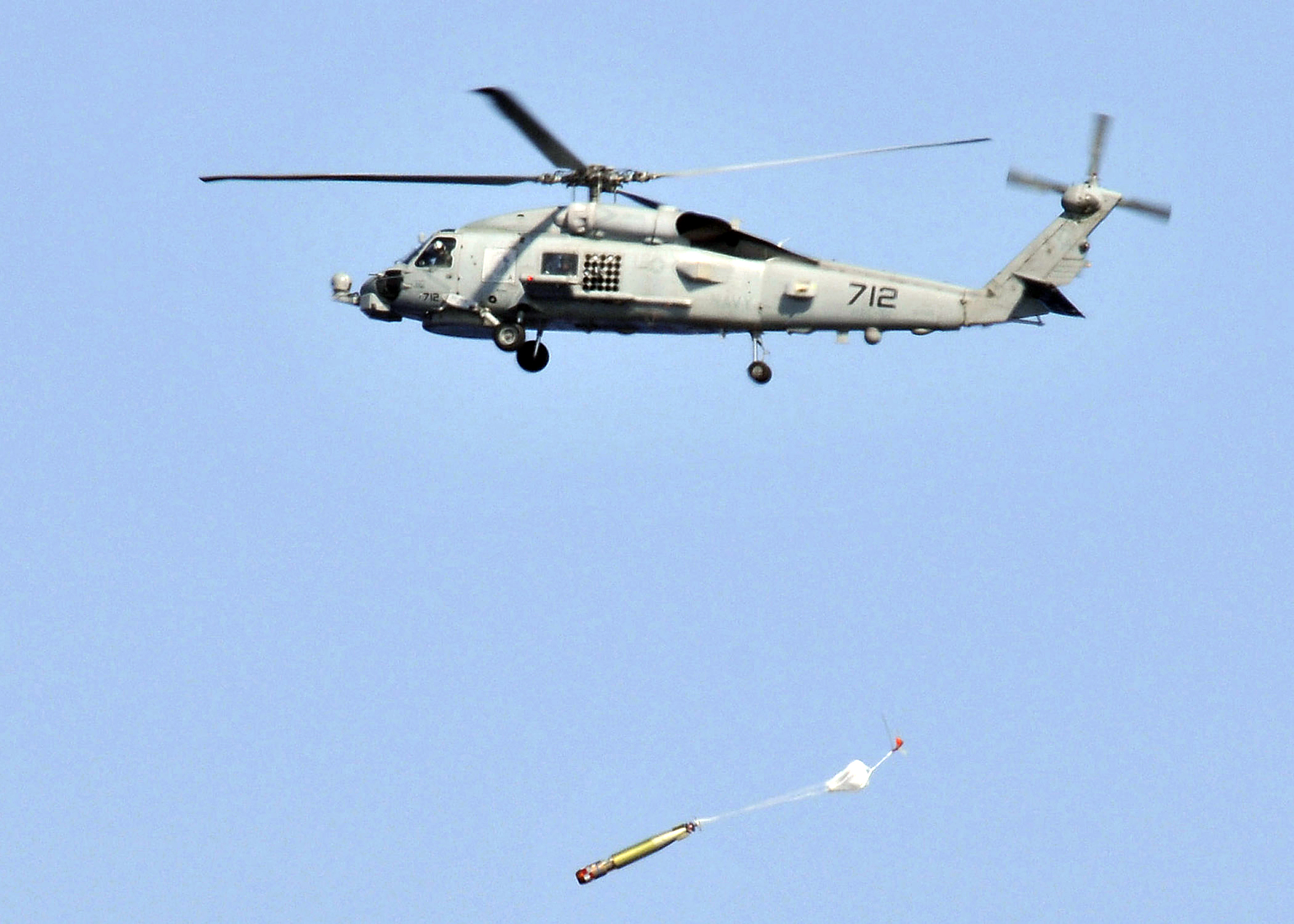

طائرة الدورية أو طائرة الدورية البحرية هي طائرة ثابتة الأجنحة صممت من أجل العمل لأوقات طويلة فوق المياه في الدورية البحرية ومهام البحث والإنقاذ وكسلاح مضاد للغواصات، ولذلك فهي تستخدم أنواع مختلفة من الرادرات فمنها ما يعمل على رصد سفن السطح ومنها ما يعمل على رصد الغواصات وأخرى لمراقبة الاتصالات المدنية والعسكرية وغيرها. ولقد استخدمت هذه الطائرات في الحرب العالمية الثانية وبعدها بكثرة لمواجهة خطر الغواصات، أما الآن وبعد أن أصبح خطر حدوث هجوم واسع النطاق بالغواصات بعيد، عمدت الكثير من الدول إلى تقليص أساطيلها من هذه الطائرات، وأصبح المتبقي منها بالخدمة يستخدم بشكل أساسي في مواجهة عمليات التهريب.

## وصلات خارجية
- موقع الأمن العالمي .
- موقع naval-technology.com